# Dizak

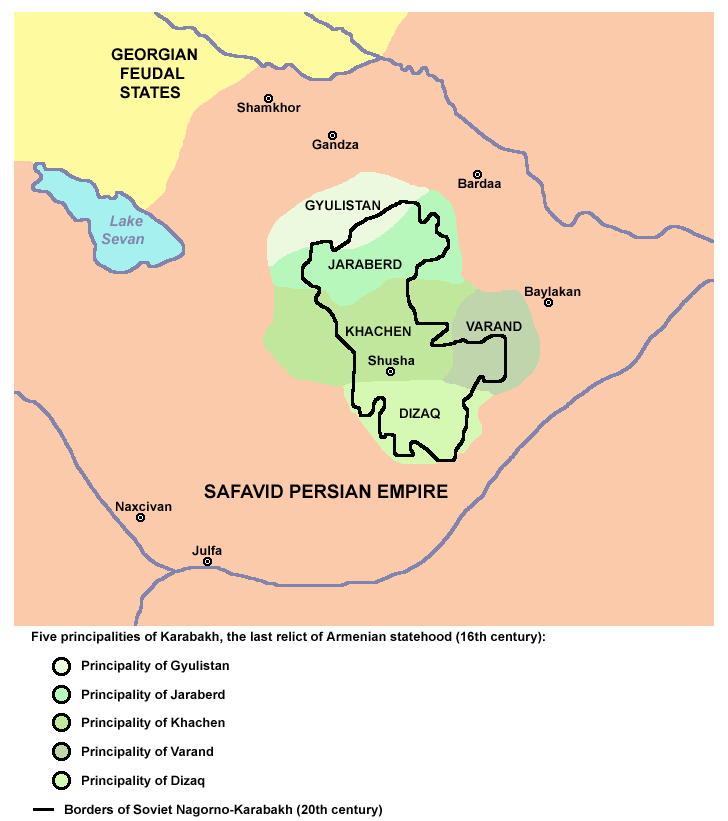
Principautés du Karabakh (XVIe siècle)

Dizak (arménien : Դիզակ, ou encore Dizaq), également connue sous le nom de Ktish d'après son principal bastion, était une principauté arménienne médiévale dans la province historique d'Artsakh et plus tard l'un des cinq melikdoms du Karabakh, qui comprenait le tiers sud de Khachen (l'actuel Haut-Karabakh) et aussi, au XIIIe siècle, le canton de Baghk de Syunik. Le fondateur de cette principauté fut Esayi Abu-Muse, au IXe siècle. Aux XVIe siècle et XVIIIe siècle, Dizak était gouvernée par la dynastie arménienne Melik-Avanian, une branche de la maison de Syunik-Khachen. Le siège des princes de Dizak était la ville de Togh (ou Dogh) avec l'ancienne forteresse adjacente de Ktish. L'un des derniers princes de Dizak, Esayi Melik-Avanian, fut tué par Ibrahim Khalil Khan en 1781, après une longue résistance dans la forteresse de Ktish.
Aujourd'hui, le nom "Dizak" est souvent utilisé pour désigner la province de Hadrut de la République d'Artsakh.
Elle fait partie des territoires négociés lors de la Conférence de Paris en 1919.